# Anthony Conroy
Temple de la renommée américain : 1975
Anthony J. Conroy (né le 19 octobre 1895 à Saint Paul aux États-Unis - mort le 11 janvier 1978 à Saint Paul) est un ancien joueur amateur américain de hockey sur glace qui évoluait au poste d'attaquant,,.

## Carrière
Joueur du St. Paul Athletic Club et des St. Paul Saints entre 1915 et 1929, il est sélectionné dans l'équipe des États-Unis qui a remporté la médaille d'argent lors de la première apparition du hockey sur glace aux Jeux olympiques en 1920. Il a notamment marqué un record de 10 buts lors du premier match de son équipe contre la Tchécoslovaquie remporté 29-0.
En 1975, il a été intronisé au Temple de la renommée du hockey américain.